# Кен Ізекор
Кен Егоса Гідеон Ізекор (нім. Ken Eghosa Gideon Izekor; нар. 24 травня 2007, Аахен) — німецький футболіст, нападник клубу «Баєр 04».

## Клубна кар'єра
Вихованець академії клуба «Баєр 04», до якої вступив у 2018 році.
15 грудня 2023 року дебютував за основну команду «Баєра», вийшовши на заміну Едмонду Тапсоба в матчі Ліги Європи проти «Молде». Таким чином у віці 16 років і 204 днів став наймолодшим німцем, який грав у матчі Ліги Європи чи Кубка УЄФА. За цим показником він обійшов нападника «Боруссії» (Дортмунд) Юссуфа Мукоко, який вперше з'явився на полі у ЛЄ у віці 17 років і 89 днів. Також він став наймолодшим гравцем «Баєра» в історії.

## Кар'єра в збірній
Виступав за збірні Німеччини до 16 і до 17 років.

## Особисте життя
Народився в Аахені, має нігерійське походження.